# Globus
|  | Per a altres significats, vegeu «Globus (desambiguació)». |

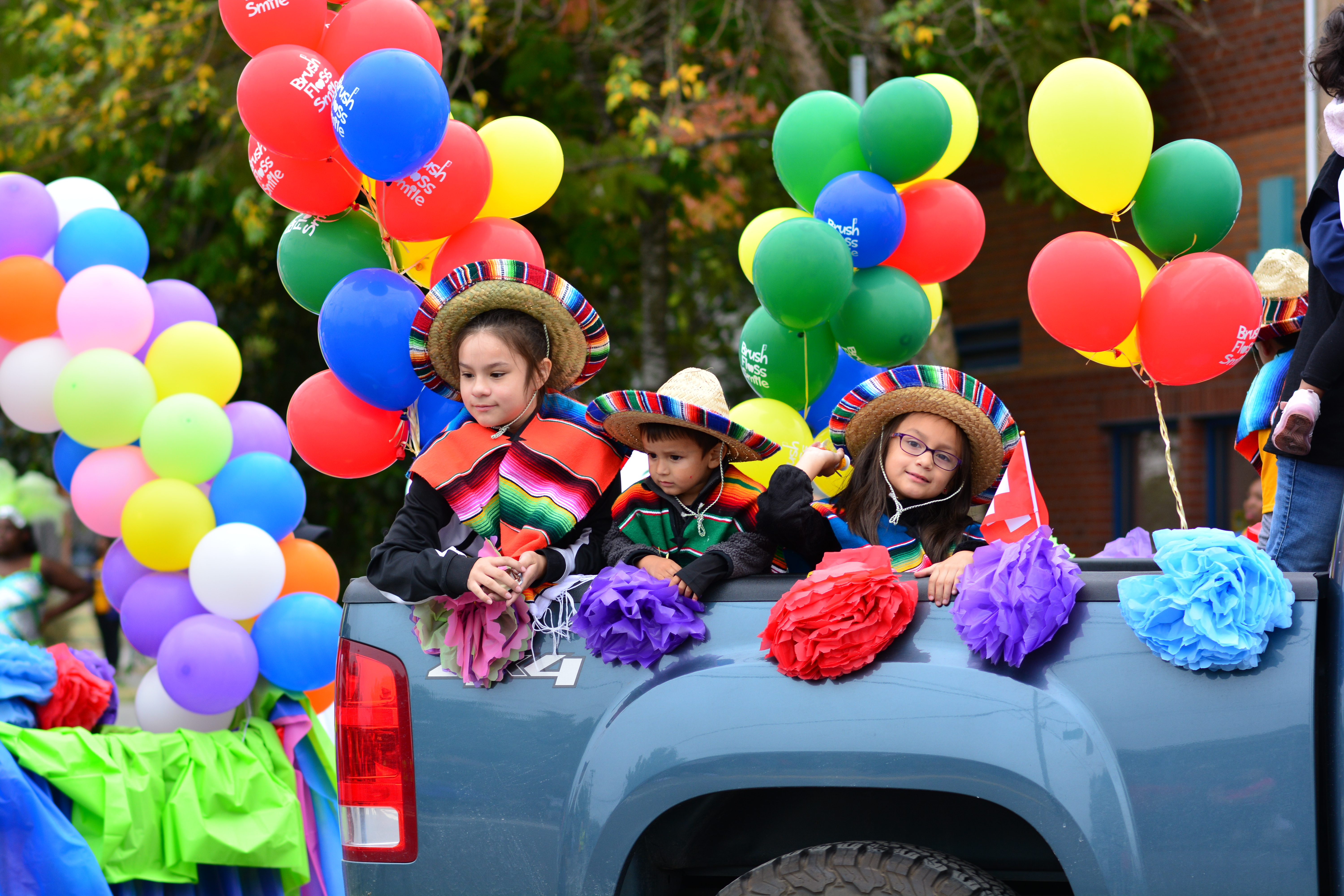
Nens amb globus de diferents colors

Un globus o bufa és una bufeta de cautxú, làtex, niló o neoprè que s'infla amb aire, heli o algun altre gas i es fa servir com a joguina, decoració o article de festa. Els globus inflats amb hidrogen o heli es poden utilitzar per a enlairaments de globus, una pràctica il·legalitzada cada vegada a més jurisdiccions pels seus efectes nefastos sobre l'atmosfera terrestre, la fauna i les línies elèctriques. Malgrat que són una joguina, es recomana que els nens de fins a vuit anys no juguin amb globus sense supervisió adulta i que en cap cas manipulin globus rebentats o desinflats. Els globus són la primera causa de mort per asfíxia en els infants després dels aliments.